# Чолки (остров)
Чолки (англ. Chalky Island; маорийское название — Те-Какаху-о-Таматеа (маори Te Kākahu o Tamatea) — остров в Новой Зеландии. Административно входит в состав региона Саутленд.

## География

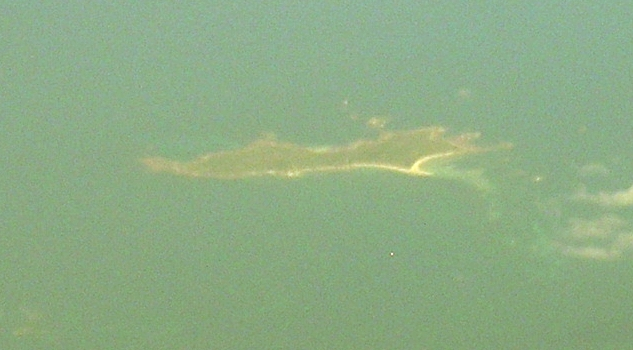
Остров Чолки

Остров Чолки расположен в юго-западной части новозеландского острова Южный, при входе в бухту Чолки-Инлет. Находится примерно в 10 км к северо-западу от мыса Пьюсегур, в 15 км к юго-востоку от мыса Уэст-Кейп и в 140 км к западу от города Инверкаргилл. Площадь Чолки — 5,14 км². Входит в состав Национального парка Фьордленд.
На острове обитает большое разнообразие редких новозеландских птиц, в том числе желтоголовой мохуа, новозеландского горного прыгающего попугая, седлистой гуйи, а также ящериц. Некоторые виды были завезены на Чолки специалистами местного заповедника.

## История
Европейским первооткрывателем острова Чолки является британский путешественник Джеймс Кук, который открыл его в 1773 году. В конце XVIII—начале XIX веков служил базой для охотников на морских тюленей.
В настоящее время остров является птичьим заповедником. В 1999 году Чолки стал первым островом в Национальном парке Фьордленд, в котором были полностью уничтожены популяции горностаев, завезённых в Новую Зеландию европейцами.